# Marta Barcellos
Marta Barcellos (Rio de Janeiro, 1966) é uma jornalista e escritora brasileira. 
Formou-se em Jornalismo pela UFRJ. Trabalhou nos jornais Valor Econômico, Gazeta Mercantil e O Globo, além de colunista da revista Capital Aberto e do site Digestivo Cultural. Estreou na literatura com o livro de contos Antes que Seque, vencedor do Prêmio Sesc de Literatura e do Prêmio Clarice Lispector.

## Obras
- 2015 - Antes que Seque (Record)